# Sick's Stadium
Sick's Stadium, también conocido como Sick's Seattle Stadium y más tarde como el Sick's Stadium, fue un estadio de béisbol ubicado en Seattle, en el Valle de Rainier de Washington en la esquina de la calle S. McClellan y en la avenida Rainier Avenue S. El sitio fue previamente la ubicación del Dugdale Park, un estadio de béisbol de 1913 que había sido el campo de Seattle Indians. En este terreno se quemó en un incendio el Independence Day en 1932, y hasta que se sustituyera el estadio Dugdale, el equipo jugó en el Civic Field, un estadio de fútbol convertido en la ubicación actual del Memorial Stadium de Seattle Center. El Sick's Stadium fue el estadio de los Seattle Pilots (hoy conocidos como Milwaukee Brewers) durante su única temporada de Major League Baseball en 1969.

## Béisbol

### Ligas Menores
El Sick's Stadium abrió por primera vez el 15 de junio de 1938 como el campo del equipo Seattle Rainiers de Pacific Coast League. Fue nombrado en honor a Emil Sick's, dueño del equipo y de la compañía Rainier Brewing Company. Los Rainiers jugaron en el estadio hasta 1964, después del cual fueron nombrados a Seattle Angels, pero siguieron jugando en el Sick's en 1968. En 1946, el estadio fue por poco tiempo la sede de Seattle Steelheads de la temporada que no duró llamada West Coast Baseball Association de la Liga Negra, que jugó en el estadio, mientras que el Rainiers estaban en el camino.
Después de Emil Sick's murió en 1964, había varios familiares que se convirtieron en los nuevos dueños de sus propiedades, y el nombre del parque fue cambiado para reflejar este hecho, o sea de "Sick Stadium" a "Sick's Stadium" en plural.

### Seattle Pilots
El 11 de abril de 1969, las Grandes Ligas llegaron a Seattle con la expansión de la Liga Americana, Seattle Pilots debutó en el Sick's Stadium. Seattle había sido mencionado varias veces como una ciudad de Grandes Ligas. Los Indios de Cleveland casi no se movieron en la década de 1960, pero el dueño William Daley decidió no hacerlo porque no creyó que el estadio era adecuado para un equipo de Grandes Ligas. Charlie Finley la posibilidad de trasladar a Kansas City Athletics a Seattle en 1967, pero durante su visita a Seattle le dijo en broma que el estadio fue nombrado acertadamente. Aconsejó a los funcionarios de Seattle para conseguir un nuevo estadio si quería un equipo de Grandes Ligas.
Pronto se hizo evidente por qué Daley (que compró una participación en los Pilots) y Finley fueron cautelosos acerca del Sick's. Una condición del acuerdo de la Liga Americana de conceder un equipo de Seattle era ampliar el estadio a 30.000 asientos para el inicio de la temporada 1969. Sin embargo, debido a los excesos de costes, el mal tiempo y otras demoras, sólo 17.000 asientos estaban listos para el Día Inaugural. Varias de las 17.150 personas que acudieron tuvieron que esperar tres entradas para tomar sus asientos porque los trabajadores todavía estaban arreglando.
El estadio fue ampliado a 25.000 plazas en junio. Sin embargo, muchos de los asientos habían sido obstruidos. No se podían colocar las cámaras sobre el terreno, por lo que los fotógrafos tenían que instalar su equipo sobre el techo de la tribuna. Las instalaciones del club eran de segunda clase. Además, no se hicieron mejoras a las tuberías del estadio, lo que resulta en la presión del agua casi inexistente después de la séptima entrada, sobre todo cuando la multitud superó los 10.000. Esto obligaba a los jugadores ducharse en sus habitaciones de hotel o en casa después del partido. Los anunciadores del equipo visitante no pudieron ver ninguna jugada a lo largo de la tercera base y el jardinero izquierdo. Los Pilots tuvieron que colocar un espejo en el palco de prensa, y los locutores de visita tenían que mirar en él.
En estas circunstancias, sólo 678.000 aficionados llegaron a ver a los Pilots, una de las principales razones por las que se obligó anunciar al equipo en bancarrota después de sólo una temporada. El equipo se trasladó a Milwaukee en la temporada de 1970 y se convirtieron en Milwaukee Brewers.

## Después de Seattle Pilots

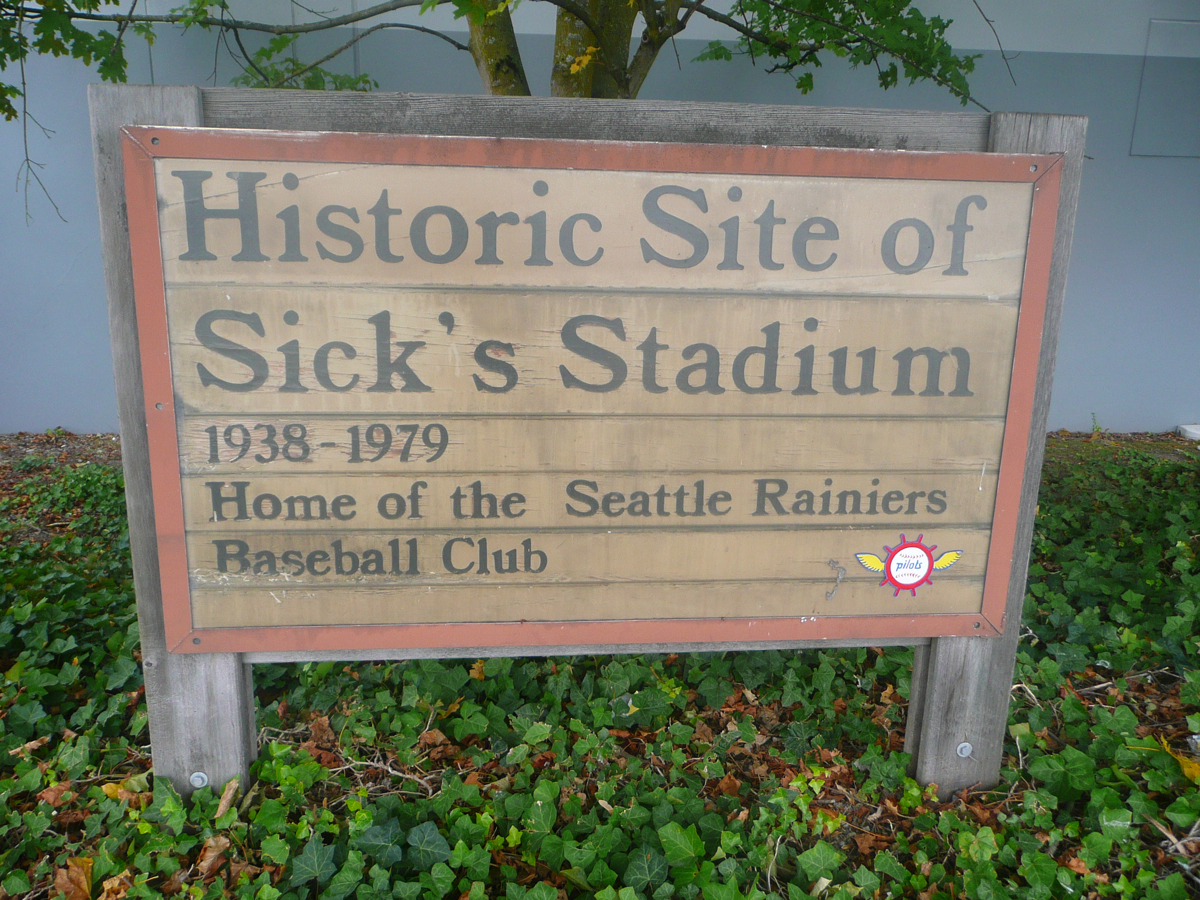
Réplica del Sick's Stadium

De 1972 a 1976, un equipo de Clase A que era Seattle Rainiers jugaron en el Sick's para un público escaso. En 1977, las Grandes Ligas volvieron a Seattle con los Marineros de Seattle, pero no en el Sick's, sino más bien en el Kingdome (que, irónicamente, fue aprobado por los votantes de la zona como condición para conseguir de nuevo a los Pilots). El Sicks Stadium fue demolido en 1979, y ahora es el sitio de la tienda Lowe's de mejoras para el hogar. El sitio del estadio está marcado por un signo (en la esquina de Rainier y McClellan) y una réplica de la placa de su casa (cerca de la salida del Lowe), así como las marcas en la tienda donde las bases que han sido.